# 트로피코 4
《트로피코 4》(Tropico 4)는 불가리아의 헤미몽 게임즈가 개발한 트로피코 3의 후속작이다. 2011년에 제작한 경영 시뮬레이션 게임이다. 플레이어는 카리브해의 조그마한 섬나라이자 바나나 공화국인 트로피코의 독재자 엘 프레지덴테(El Presidente)가 되어 국가를 운영하게 된다.

## 개요
게임의 배경은 냉전 시대이며, 플레이어는 이미 존재하는 독재자를 고르거나 혹은 자신이 직접 창조한 독재자로 플레이를 해야 한다. 트로피코는 독재 국가이지만, 선거가 존재하며, 이 선거에서 패배한다면 플로리다로 추방당하면서 패배하게 된다. 또한 미국과 소련사이에서 줄타기를 잘 하면서 트로피코의 경제를 살리면서 덩달아 플레이어 자신의 스위스 은행 계좌의 돈을 불려야 한다. 트로피코 4에서는 32개 이상의 캠페인이 존재하며, 이전 작에 비해 더 많은 건물을 건설할 수 있다.

### 오리지널 캠페인 스토리
플레이어는 카리브 해의 섬을 지도하는 한 대통령으로 나온다. 플레이어는 산타나 장군으로부터 정권을 이양받고 국정운영을 하던 도중에 의문의 암살과 음모를 겪으면서 다시 플레이어에 의해 초강대국이 되는 것으로 캠페인이 끝나게 된다.

### 모던타임즈 캠페인 스토리
플레이어가 휴가를 떠난 사이 트로피코 경제는 많이 황폐해져 있었다. 일단 경제를 살리고 안정기가 찾아오자, 슈타인이라는 미치광이 박사가 플레이어에게 찾아온다. 근래에 트로피코에는 수상한 괴질병이 터졌는데, 슈타인이 이 트로피코에 퍼진 전염병을 해결해준다는 요청을 한 것이다. 플레이어는 슈타인을 믿고 국정운영을 하다가 콘클라베라는 한 베일에 싸인 음모자를 알게 되고, 이를 막으려는 스토리로 흘러간다.

## 평가
| 평가                                                                 |                         |
| -------------------------------------------------------------------- | ----------------------- |
| 통합 점수 통합사 점수 메타크리틱 PC: 78/100 [ 2 ] X360: 77/100 [ 3 ] |                         |
| 통합 점수                                                            |                         |
| 통합사                                                               | 점수                    |
| 메타크리틱                                                           | PC: 78/100 X360: 77/100 |

## 같이 보기
- 트로피코